# Ricardo Batista (triatleta)
Ricardo Batista (2000) es un deportista portugués que compite en triatlón. Ganó una medalla de oro en el Campeonato Europeo de Triatlón de Velocidad de 2023.

## Palmarés internacional
| Campeonato Europeo | Campeonato Europeo  | Campeonato Europeo | Campeonato Europeo |
| Año                | Lugar               | Medalla            | Prueba             |
| ------------------ | ------------------- | ------------------ | ------------------ |
| 2023               | Balıkesir (Turquía) | Medalla de oro     | Individual         |